# Liste der Baudenkmäler in Solingen

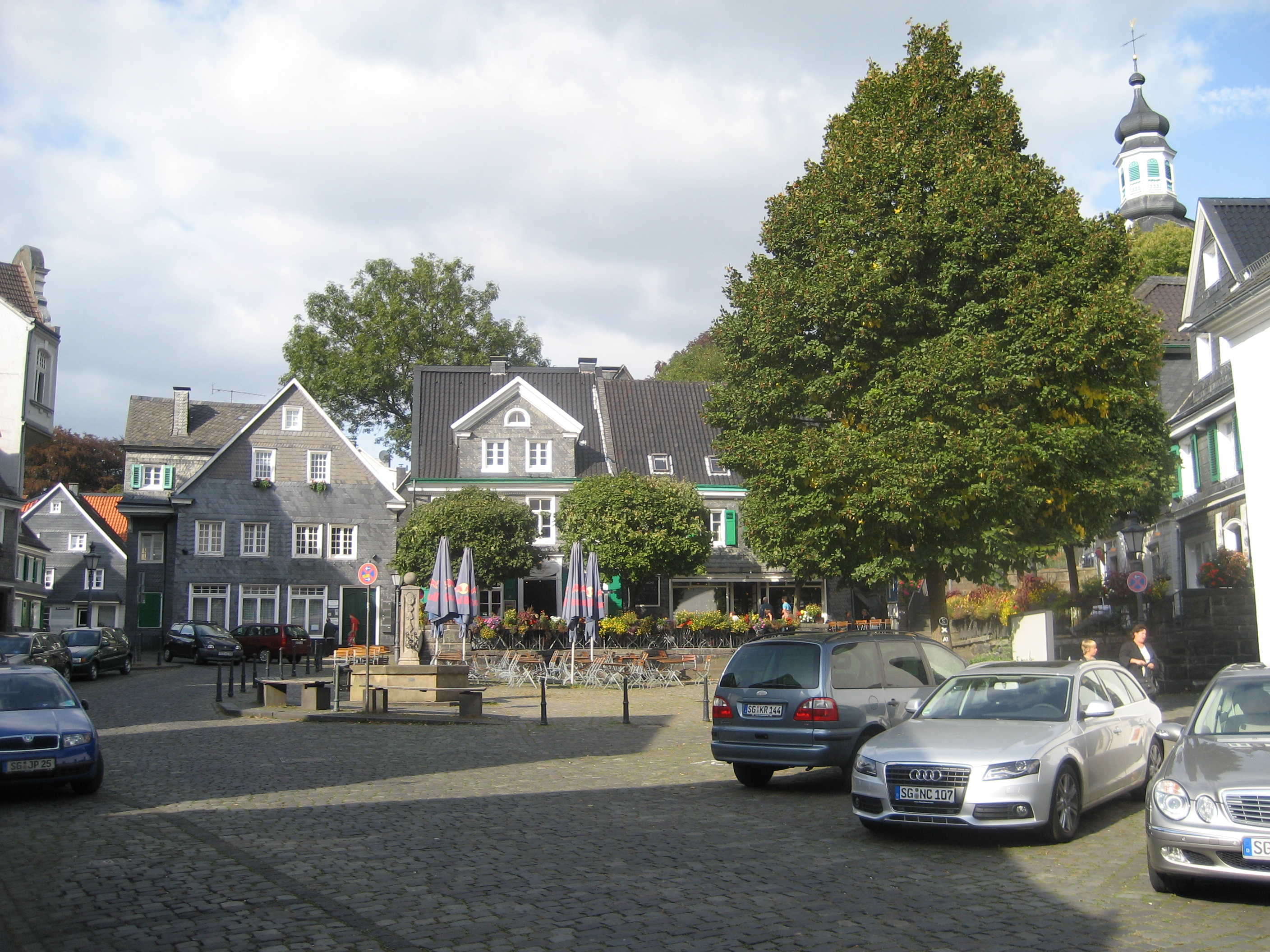
Der Marktplatz in Solingen-Gräfrath

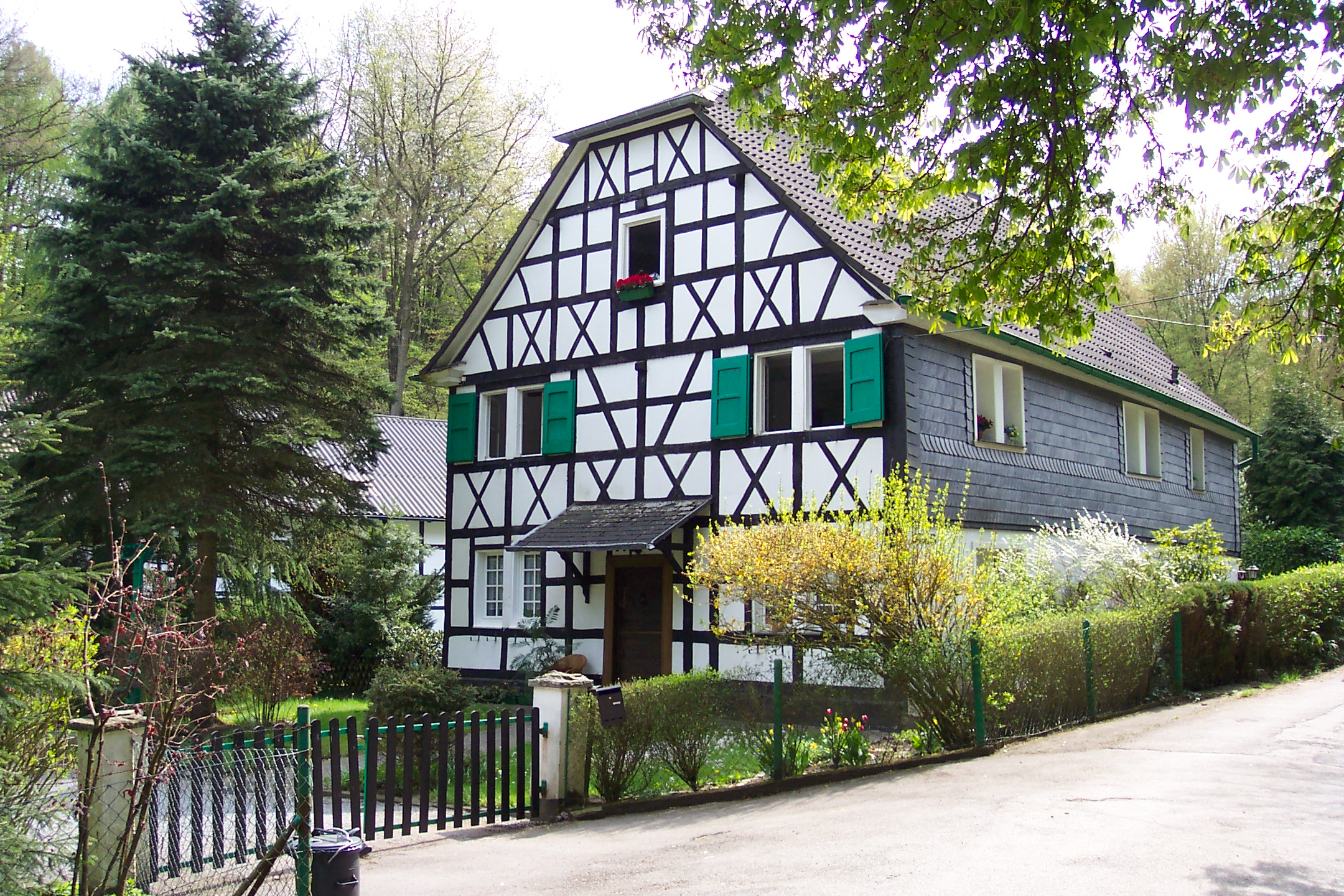
Die Fleußmühle an der Wupper

Die Liste der Baudenkmäler in Solingen enthält die denkmalgeschützten Bauwerke auf dem Gebiet der Stadt Solingen im Solingen in Nordrhein-Westfalen (Stand: 1. Juli 2022). Diese Baudenkmäler sind in der Denkmalliste der Stadt Solingen eingetragen; Grundlage für die Aufnahme ist das Denkmalschutzgesetz Nordrhein-Westfalen (DSchG NRW).

## Allgemeines
Baudenkmäler sind „Denkmäler, die aus baulichen Anlagen oder Teilen baulicher Anlagen bestehen“. Die Denkmalliste der Stadt Solingen umfasste bei ihrer letzten Aktualisierung im Jahre 2022 958 Baudenkmäler. Darüber hinaus ist eine Fußbodenschmuckrosette am Kirchplatz 14 seit dem 16. Juli 1997 als bewegliches Denkmal in Teil C eingetragen. Sie befindet sich in der Evangelischen Stadtkirche am Fronhof
Zu jedem Denkmal ist, falls vorhanden, ein Name oder auch eine grobe Kategorisierung (Wohnhaus, Geschäftshaus, Fabrikgebäude, Nebengebäude usw.) angegeben; außerdem die Adresse, das Datum der Eintragung in die Denkmalliste und die von der Unteren Denkmalbehörde vergebene laufende Nummer. Zusätzlich findet sich zu allen Baudenkmälern eine kurze Beschreibung, insofern bekannt, ist auch die ungefähre Bauzeit angegeben. Zu manchen Baudenkmälern ist überdies eine Fotografie vorhanden.
Bei den vielen, teilweise verschieferten, Fachwerkhäusern wurde auf nähere Erläuterungen zur äußeren Gestaltung in den meisten Fällen verzichtet. Wenn nicht anders angegeben, handelt es sich dabei um klassische Fachwerkhäuser des Bergischen Stils. Für diese Bautradition üblich ist der schwarze Anstrich des Ständerwerkes, der weiße Anstrich der Fenster- und Türrahmen, die Kalkung der Gefache, der grüne Anstrich der Fensterläden und Türen und der Einsatz von rheinischem Schiefer zur Wandverkleidung. Oft wurde zunächst nur die Wetterseite der Gebäude verschiefert; wohlhabende Bauherrn leisteten sich allerdings häufig eine allseitige Verschieferung ihrer Häuser.

## Teillisten und Einzelobjekte
Der Übersicht halber ist die Liste der Baudenkmäler nach Stadtteilen gegliedert. Die Sortierung erfolgt alphabetisch.
- Liste der Baudenkmäler in Solingen-Aufderhöhe
- Liste der Baudenkmäler in Solingen-Burg
- Liste der Baudenkmäler in Solingen-Gräfrath
- Liste der Baudenkmäler in Solingen-Höhscheid
- Liste der Baudenkmäler in Solingen-Merscheid
- Liste der Baudenkmäler in Solingen-Mitte
- Liste der Baudenkmäler in Solingen-Ohligs
- Liste der Baudenkmäler in Solingen-Wald

Folgende Objekte befinden sich im Lager der Unteren Denkmalbehörde und können daher keinem Stadtteil mehr zugeordnet werden:
| Bild | Bezeichnung | Lage                         | Beschreibung | Bauzeit | Eingetragen seit | Denkmal- nummer |
| ---- | ----------- | ---------------------------- | ------------ | ------- | ---------------- | --------------- |
|      | Haustür     | ehemals Eipaßstraße 84       |              |         | 22. Januar 1985  | 478             |
|      | Hoftor      | ehemals Engelsberg 30        |              |         | 4. Dezember 1986 | 679             |
|      | Haustür     | ehemals Müngstener Straße 21 |              |         | 5. Dezember 1984 | 330             |
|      | Haustür     | ehemals Rüdigerstraße 32     |              |         | 7. Februar 1985  | 260             |

## Denkmalbereiche

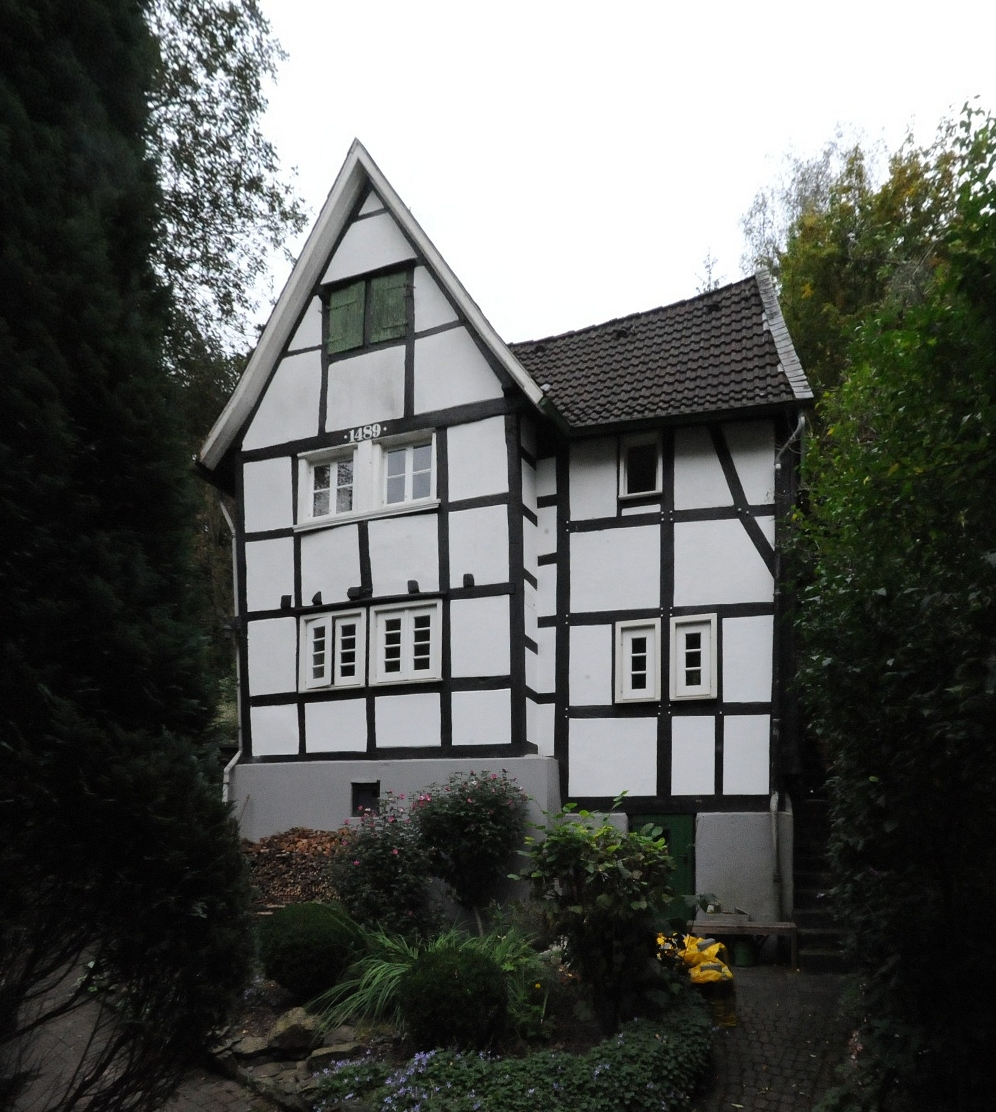
Fachwerkhaus im Denkmalbereich Unterburg

Die Stadt Solingen hatte lange Zeit vier Denkmalbereiche in Teil D der Denkmalliste ausgewiesen.
- Historischer Ortskern von Alt-Gräfrath um den Marktplatz am Fuße der Klosterkirche, Zentrum einer bergischen Kleinstadt des beginnenden 18. Jahrhunderts
- Oberburg mit dem rekonstruierten Schloss und der umliegenden historischen Bebauung
- Hofschaft Dahl, altbergische Hofschaft im Tal des Viehbach, Fachwerkhäuser des Bergischen Stils, darunter das imposante Richterhaus
- Ortskern Wald mit der Kirche und den angrenzenden Straßenzügen mit historischer Bausubstanz

Anfang des Jahres 2013 trat eine weitere Denkmalbereichssatzung in Kraft. Dabei handelt es sich um den Bereich Unterburg an der Mündung des Eschbachs in die Wupper, unterhalb des Denkmalbereichs um das Schloss. Den Ort zeichnet eine nahezu geschlossene Bebauung mit teils Jahrhunderte alten Fachwerkhäusern aus.